# Сборная Республики Сербской по футболу
Сборная Республики Сербской по футболу (серб. Фудбалска репрезентација Републике Српске) — футбольная сборная, представляющая Республику Сербскую, энтитет Боснии и Герцеговины. Не состоит в ФИФА или УЕФА. Образована в 1992 году после образования Республики Сербской как политического энтитета. Футбольный союз Республики Сербской образован 5 сентября 1992 года в разгар Боснийской войны. Матчи клубов и сборной проводились в трудное военное время.

## История
Первую неофициальную встречу команда Республики Сербской провела 20 декабря 1992 года на Городском стадионе города Баня-Лука (клуб «Борац») против команды Республики Сербская Краина. Первый исторический гол забил Зоран Нешкович на 16-й минуте, а на 45-й минуте Тихомир Жорич сравнял счёт (он же был признан лучшим игроком матча). В составе сборной Республики Сербской на поле вышли:
- Никола Чобанович
- Драган Маркович
- Недо Зделяр
- Сретко Войкич
- Зоран Враньеш
- Стоян Янетович
- Велько Саламич
- Владо Ягодич
- Борче Средоевич
- Любиша Кукаивца
- Борислав Тонкович
- Даниель Пайич
- Йовица Лукич
- Милан Миладинович
- Стоян Малбашич
- Энвер Алишич
- Мичо Грачанин
- Зоран Нешкович
- Алекса Марич
- Предраг Шобот
- Борис Глухович
- Филип Триван
- Драго Лукич
- Миро Шарац

Главным тренером в том матче был Милош Джуркович, его ассистентом был Младен Катич.
В 1995 году были образованы Первая лига Республики Сербской по футболу и Кубок Республики Сербской; тогда же появились отдельные чемпионаты хорватской и боснийской частей страны. В 1996 году ФИФА признала Федерацию футбола Боснии и Герцеговины, в 1998 году это сделало УЕФА. Клубы получили право выступать в еврокубках, кроме клубов Республики Сербской. Хотя Дейтонское соглашение, положившее конец войне в Боснии и Герцеговине, позволило организовывать независимые спортивные организации в Республике Сербской, которые могли бы быть признанными на международном уровне, но ФИФА и УЕФА настаивали, что футболисты Республики Сербской не могут представлять свою автономию на международном уровне. Только 23 мая 2002 года после вступления Футбольного союза Республики Сербской в Футбольный союз Боснии и Герцеговины клубы Республики Сербской получили право играть в еврокубках, а уроженцы Республики Сербской — право играть за Боснию и Герцеговину.
В 2000 году сборная Республики Сербской провела первый официальный матч против греческого клуба «Кавала» (победа 4:0), через год были сыграны два матча с немецкими клубами — дублем «Баварии» (поражение 0:1) и клубом «Швайнфурт 05» (победа 4:2). Однако на этом история матчей Республики Сербской закончилась: основная команда не созывается, её честь представляет только молодёжная сборная, участвующая ежегодно в международных товарищеских турнирах. Ведутся переговоры о том, чтобы провести матч с командой Сербии.

## Молодёжная сборная
Молодёжная сборная Республики Сербской по футболу образована в 2000 году и ежегодно участвует в ряде международных турниров (в том числе в турнире Стевана Нештицкого). Она побеждала на этом турнире в 2004 и 2012 годах.